# Keneder Adler
Der Keneder Adler (jiddisch דער קענעדער אדלער Kanadischer Adler) war die erste jiddische Zeitung in Kanada. Sie erschien von 1907 bis 1988 in Montreal.

## Geschichte
1907 wurde der Keneder Adler von Hirsch Wolofsky gegründet.
Die Zeitung berichtete über lokale und internationale Ereignisse.
Ein Schwerpunkt war auch die Förderung jiddischer Literatur mit Veröffentlichungen von Texten und Berichten aus dem literarischen Leben.
Von 1912 bis 1915 war Ruben Brainin Mitherausgeber.
Der Keneder Adler spielte eine wichtige Rolle bei der Selbstorganisation der Juden in Kanada.
1949 übernahm Max Wolifsky die Leitung des Blattes. 1988 stellte der Keneder Adler sein Erscheinen ein, da es kaum noch Leser der jiddischen Sprache gab.

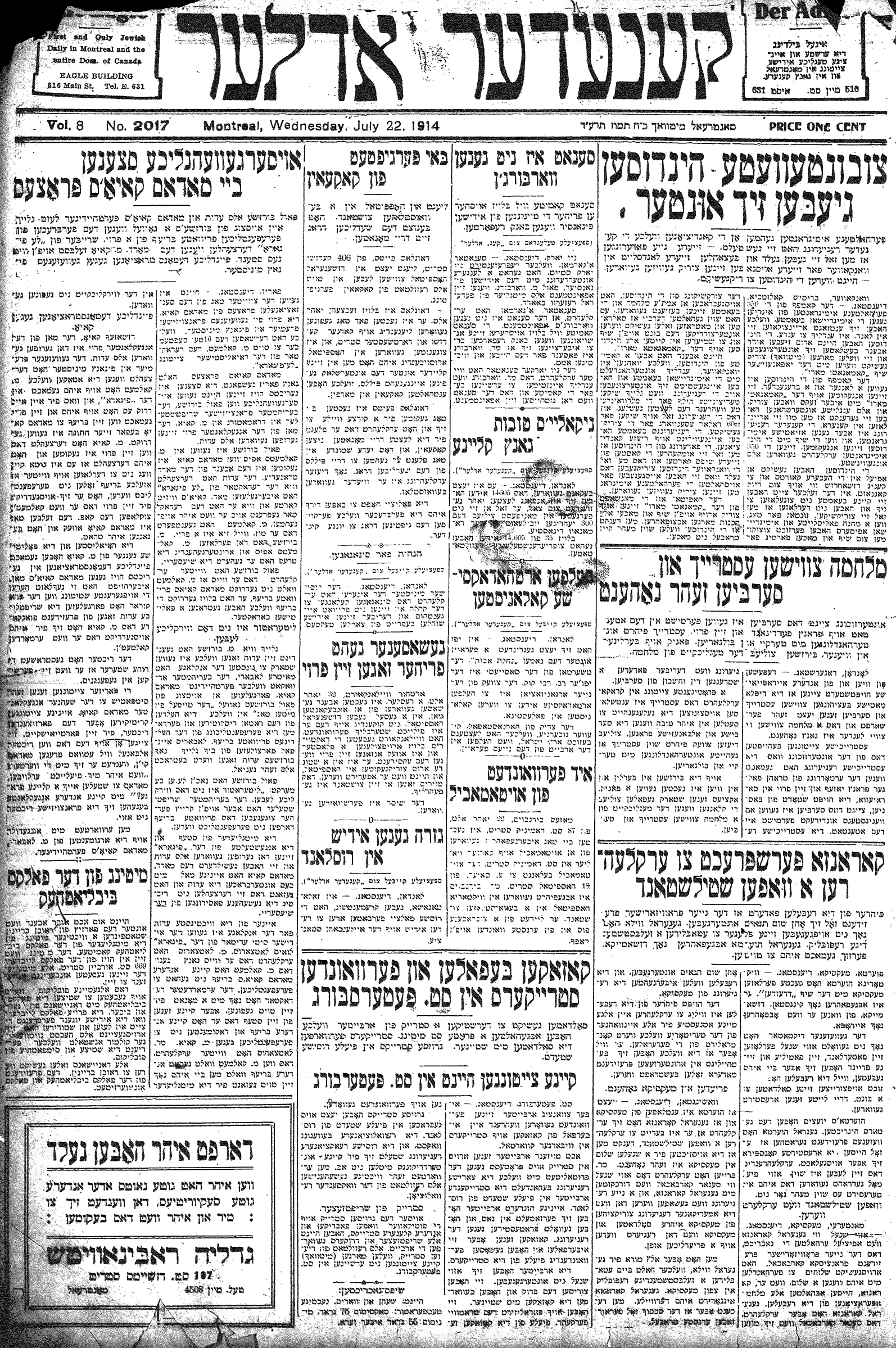
Titelseite der Zeitung, Mittwoch, 22. Juli, 1914.